# 宇奈根
宇奈根（うなね）
1. 東京都・神奈川県の多摩川に沿った地域にある地名。かつてこの地域は行政区分上一つの地域であったが、多摩川の流路の変遷により分断された。（後述）
  1. 東京都世田谷区西南部（砧地域）にある地名。
  2. 神奈川県川崎市高津区西北部にある地名。
2. 上記の宇奈根地区で多摩川両岸に渡されていた渡し舟「宇奈根の渡し」。（後述）
3. 東京都世田谷区宇奈根一丁目にある小田急バス 狛12系統のバス停。

## 世田谷区宇奈根
この地域に存在する宇奈根一丁目、同二丁目、三丁目の各町域の通称的な総称でもある。1971年に住居表示の実施が完了した。駒澤大学玉川キャンパスが所在する。北に野川、南に多摩川が流れ、西に東名高速道路、中心を東西に水道道路が通る。三丁目には東京外環自動車道の東名ジャンクションが建設中である。
比較的水はけが悪い場所があり、過去の集中豪雨時には内水氾濫により浸水被害が生じたことがある。

### 交通
地区全域が至近の鉄道駅から2km以上（徒歩およそ30分以上）離れている鉄道空白地帯に属するため、狛12（小田急）、喜多見・宇奈根地区オンデマンド輸送（東急）、砧06（東急）、玉06（東急）、玉07（東急・小田急）、玉08（小田急）系統等のバスを利用して二子玉川駅、成城学園前駅、狛江駅等に出る人が多い。

### 地価
住宅地の地価は、2025年（令和7年）1月1日の公示地価によれば、宇奈根2-22-6の地点で30万9000円/m2となっている。

### 世帯数と人口
2025年（令和7年）7月1日現在の世帯数と人口は以下の通りである。
| 丁目         | 世帯数    | 人口    |
| ------------ | --------- | ------- |
| 宇奈根一丁目 | 979世帯   | 2,114人 |
| 宇奈根二丁目 | 1,058世帯 | 2,456人 |
| 宇奈根三丁目 | 553世帯   | 1,184人 |
| 計           | 2,590世帯 | 5,754人 |

#### 人口の変遷
国勢調査による人口の推移。
| 年                 | 人口  |
| ------------------ | ----- |
| 1995年（平成7年）  | 3,856 |
| 2000年（平成12年） | 4,354 |
| 2005年（平成17年） | 4,824 |
| 2010年（平成22年） | 5,555 |
| 2015年（平成27年） | 5,777 |
| 2020年（令和2年）  | 5,932 |

#### 世帯数の変遷
国勢調査による世帯数の推移。
| 年                 | 世帯数 |
| ------------------ | ------ |
| 1995年（平成7年）  | 1,459  |
| 2000年（平成12年） | 1,757  |
| 2005年（平成17年） | 1,946  |
| 2010年（平成22年） | 2,157  |
| 2015年（平成27年） | 2,248  |
| 2020年（令和2年）  | 2,409  |

### 学区
区立小・中学校に通う場合、学区は以下の通りとなる（2024年8月現在）。

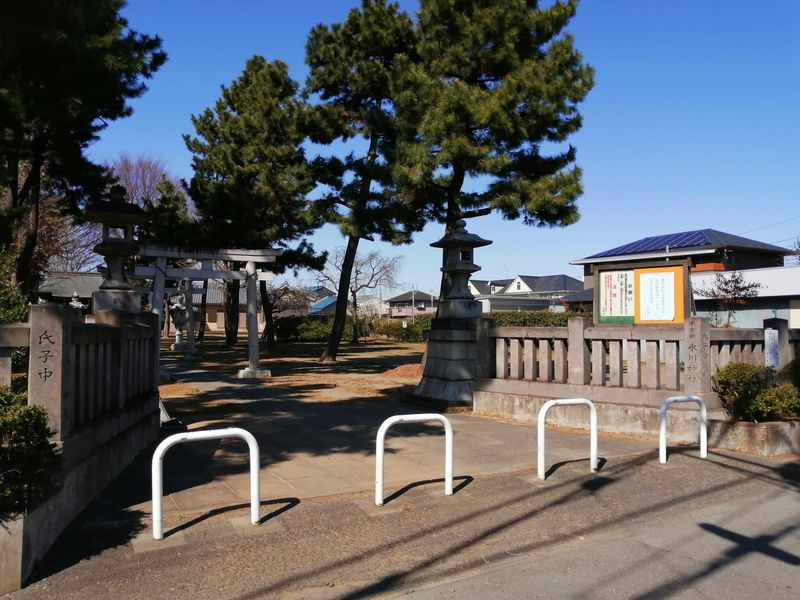
宇奈根氷川神社

| 丁目         | 番地 | 小学校               | 中学校                 |
| ------------ | ---- | -------------------- | ---------------------- |
| 宇奈根一丁目 | 全域 | 世田谷区立砧南小学校 | 世田谷区立砧南中学校   |
| 宇奈根二丁目 | 全域 | 世田谷区立砧南小学校 | 世田谷区立喜多見中学校 |
| 宇奈根三丁目 | 全域 | 世田谷区立砧南小学校 | 世田谷区立喜多見中学校 |

### 事業所
2021年（令和3年）現在の経済センサス調査による事業所数と従業員数は以下の通りである。
| 丁目         | 事業所数  | 従業員数 |
| ------------ | --------- | -------- |
| 宇奈根一丁目 | 54事業所  | 340人    |
| 宇奈根二丁目 | 56事業所  | 415人    |
| 宇奈根三丁目 | 19事業所  | 72人     |
| 計           | 129事業所 | 827人    |

#### 事業者数の変遷
経済センサスによる事業所数の推移。
| 年                 | 事業者数 |
| ------------------ | -------- |
| 2016年（平成28年） | 113      |
| 2021年（令和3年）  | 129      |

#### 従業員数の変遷
経済センサスによる従業員数の推移。
| 年                 | 従業員数 |
| ------------------ | -------- |
| 2016年（平成28年） | 778      |
| 2021年（令和3年）  | 827      |

### 周辺
- 喜多見
- 鎌田

## 川崎市高津区宇奈根
現在は、東側は工業地域、西側は住宅地になっており、多摩川沿いに多摩沿線道路が通っている。当地区に鉄道・路線バスは通っておらず、鉄道駅はJR南武線の久地駅が最寄。

### 地価
工業地の地価は、2025年（令和7年）1月1日の公示地価によれば、宇奈根字山野731番5外の地点で25万円/m²となっている。

### 世帯数と人口
2025年（令和7年）6月30日現在（川崎市発表）の世帯数と人口は以下の通りである。
| 大字   | 世帯数  | 人口    |
| ------ | ------- | ------- |
| 宇奈根 | 789世帯 | 1,644人 |

#### 人口の変遷
国勢調査による人口の推移。
| 年                 | 人口  |
| ------------------ | ----- |
| 1995年（平成7年）  | 649   |
| 2000年（平成12年） | 649   |
| 2005年（平成17年） | 848   |
| 2010年（平成22年） | 1,401 |
| 2015年（平成27年） | 1,588 |
| 2020年（令和2年）  | 1,642 |

#### 世帯数の変遷
国勢調査による世帯数の推移。
| 年                 | 世帯数 |
| ------------------ | ------ |
| 1995年（平成7年）  | 215    |
| 2000年（平成12年） | 220    |
| 2005年（平成17年） | 328    |
| 2010年（平成22年） | 538    |
| 2015年（平成27年） | 592    |
| 2020年（令和2年）  | 634    |

### 学区
市立小・中学校に通う場合、学区は以下の通りとなる（2024年3月時点）。
| 番地 | 小学校             | 中学校               |
| ---- | ------------------ | -------------------- |
| 全域 | 川崎市立久地小学校 | 川崎市立西高津中学校 |

### 事業所
2021年（令和3年）現在の経済センサス調査による事業所数と従業員数は以下の通りである。
| 大字   | 事業所数  | 従業員数 |
| ------ | --------- | -------- |
| 宇奈根 | 129事業所 | 1,801人  |

#### 事業者数の変遷
経済センサスによる事業所数の推移。
| 年                 | 事業者数 |
| ------------------ | -------- |
| 2016年（平成28年） | 133      |
| 2021年（令和3年）  | 129      |

#### 従業員数の変遷
経済センサスによる従業員数の推移。
| 年                 | 従業員数 |
| ------------------ | -------- |
| 2016年（平成28年） | 1,460    |
| 2021年（令和3年）  | 1,801    |

### 周辺
- 久地
- 多摩区堰

## 歴史
かつて多摩川は頻繁に洪水を起こし、流路も度々変わっていたため、村が多摩川で分断されることが度々あった。ここ宇奈根も多摩川により分断されており、かつては左岸地域は「本村」、右岸地域は「宇奈根山野（山谷）」と呼ばれる地域であり、明治時代までは渡船「宇奈根の渡し」（うなねのわたし）が両岸をつないでいた。
かつては全域が武蔵国多摩郡（後に北多摩郡）に属していたが、1912年（明治45年）に郡境が多摩川上に設定され、以降右岸地域は橘樹郡（後に川崎市）に属すこととなり、以降現在まで両岸に地名が残っている。

### 明治以降の行政区画
- 1878年（明治11年）
神奈川県北多摩郡宇奈根村。
- 1889年（明治22年）
近隣各村と合併し砧村大字宇奈根になる。
- 1893年（明治26年）
三多摩郡が東京府へ移管され、東京府北多摩郡砧村大字宇奈根になる。
- 1912年（明治45年）
多摩川右岸地域が橘樹郡へ移管され、高津村に編入。

#### 左岸地域
- 1936年（昭和11年）
東京市世田谷区に編入、東京市世田谷区宇奈根町になる。
- 1943年（昭和18年）
東京都制施行、東京都世田谷区宇奈根町になる。
- 1971年（昭和46年）
住居表示の実施に伴い隣接する鎌田、喜多見との境界変更を行った上、宇奈根一丁目、宇奈根二丁目、および宇奈根三丁目に分割される。その際の各町域には旧宇奈根町のほかに、一丁目には旧鎌田町の一部が、二丁目には旧喜多見町の一部が、三丁目には旧鎌田町の一部がそれぞれ含まれる。
なお、同年に区内で住居表示、およびそれに伴う町域整理を施行された町域としては喜多見（主に旧喜多見町。一部地区は成城としてそれ以前に住居表示）、大蔵（主に旧大蔵町）、砧（主に旧砧町）、砧公園（旧岡本町、旧大蔵町、旧玉川瀬田町、旧玉川用賀町の各一部）、鎌田（主に旧鎌田町）、瀬田（主に旧玉川瀬田町）、池尻四丁目（旧池尻町、旧下代田町の各一部）がある。これにより、世田谷区では全ての町域において住居表示を完了した。

右岸（宇奈根山野）地域
- 1927年（昭和3年）
町制施行、神奈川県橘樹郡高津町宇奈根（字山野）になる。
- 1937年（昭和12年）
川崎市に編入、神奈川県川崎市宇奈根になる。
- 1972年（昭和47年）
政令指定に伴い行政区が設置され、神奈川県川崎市高津区宇奈根になる。

### 氷川神社

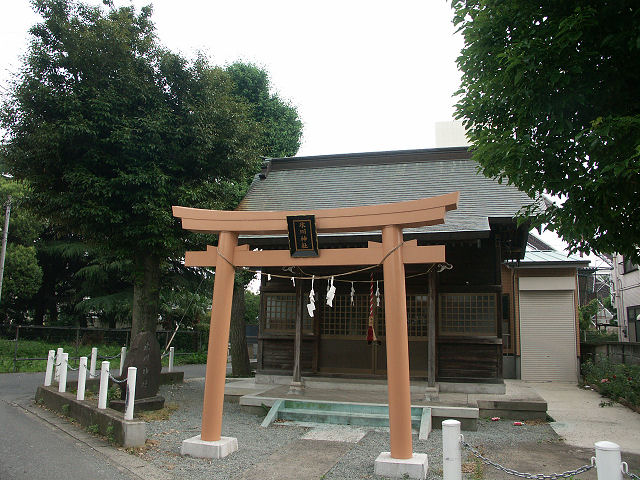
橘樹郡への編入にあたり本村から分祀された「氷川神社」は、今も住民により守られている。（2006年 6月14日撮影）

昭和2年（1927年）、左岸の本村から氷川神社が右岸山野地区に分祀、創立された。以降、宇奈根山野地区の住民により右岸の氷川神社は守られており、また「宇奈根字山野」の地名も併合等されることなく残っている。
昭和52年（1977年）には鎮座50年の記念碑が建てられ、鎮座の経緯が記されている。また、令和元年（2019年）には本殿奉納の石つくり祠、拝殿の扁額、稲荷講の3点が川崎市地域文化財の認定を受けた。

## その他

### 日本郵便
- 集配担当する郵便局と郵便番号は以下の通りである[29]

| 市区町村     | 郵便番号 | 郵便局     |
| ------------ | -------- | ---------- |
| 世田谷区     | 157-0068 | 成城郵便局 |
| 川崎市高津区 | 213-0031 | 高津郵便局 |

### 警察
町内の警察の管轄区域は以下の通りである。
| 市区         | 丁目         | 番・番地等 | 警察署     | 交番・駐在所   |
| ------------ | ------------ | ---------- | ---------- | -------------- |
| 世田谷区     | 宇奈根一丁目 | 全域       | 成城警察署 | 鎌田駐在所     |
| 世田谷区     | 宇奈根二丁目 | 全域       | 成城警察署 | 喜多見駐在所   |
| 世田谷区     | 宇奈根三丁目 | 全域       | 成城警察署 | 東宝前交番     |
| 川崎市高津区 | 宇奈根       | 全域       | 高津警察署 | 津田山駅前交番 |

## 関連文献
- 「宇奈根村」『新編武蔵風土記稿』 巻ノ127多磨郡ノ39、内務省地理局、1884年6月。NDLJP:763995/95。